# Abstellbahnhof Untertürkheim
Der Abstellbahnhof Untertürkheim ist ein im Bahnhofsteil des Bahnhofs Stuttgart-Untertürkheim Stuttgart-Untertürkheim Güterbahnhof, gemäß Betriebsstellenverzeichnis Stuttgart-Untertürkheim Gbf, geplanter Abstellbahnhof. Die Anlage soll als Teil des Projektes Stuttgart 21 den dem Hauptbahnhof vorgelagerten Abstellbahnhof Stuttgart-Rosenstein beim Rosensteinpark ersetzen.
Der zwei Kilometer lange ehemalige Güterbahnhof soll dabei in einen Abstellbahnhof umgebaut werden. Auf dem 135.000 Quadratmeter (nach anderen Angaben 17 Hektar) großen Gelände sollten täglich 180 Züge behandelt werden (Stand: 2013). Im nördlichen Bereich der Anlage sollen etwa 5,4 km Gleisnutzlänge hergestellt werden, im südlichen rund 3,1 km. Auf eine Innenreinigungsanlage sowie Personenzugwendegleise entfallen 1,66 km, die bei Bedarf ebenfalls zur Abstellung genutzt werden können. Insgesamt sollen 33 Abstellgleise entstehen.
2004 wurde ein erstes Planfeststellungsverfahren begonnen. Die Pläne wurden mehrfach modifiziert und neu eingereicht. Der Planfeststellungsbeschluss erging letztlich am 17. Dezember 2021. Der Baubeginn wurde Anfang Juli 2022 bekanntgegeben.
Die Inbetriebnahme ist für Juli 2026 geplant.

## Geplante Anlage

Lage im zukünftigen Netz

Die etwa 2 km lange Anlage soll drei Abstellgruppen mit 3, 11 bzw. 9 Abstellgleisen mit einem Gleisabstand von 5,25 m umfassen. An der Augsburger Straße soll ein Betriebsgebäude entstehen, sowie im südlichen Bereich ein „technischer Service-Punkt“, eine Außenreinigungsanlage und eine Tankanlage.
Der Bahnhof soll unter anderem mit einer zweigleisigen Strecke von Bad Cannstatt, der sogenannten Cannstatter Kurve, angebunden und weitere Gleisanlagen in diesem Bereich verändert werden. Die Deutsche Bahn bezeichnete diese planfestgestellte Form 2025 als „nicht baubar“.
Die Fahrzeit zwischen Abstellbahnhof und Hauptbahnhof soll zwischen circa fünf und neun Minuten liegen. Die im dritten Gutachterentwurf des Deutschlandtakts in Stuttgart endenden Linien haben im Abstellbahnhof minimale Wendezeiten zwischen 28 und 47 Minuten.
Die auf Basis der Verkehrsprognose für den Bundesverkehrswegeplan 2003 im Jahr 2004 von der Deutschen Bahn entwickelte Prognose sah täglich rund 204 Züge zwischen dem Hauptbahnhof und dem Abstellbahnhof vor. Dies entspricht der Zahl der täglich in Stuttgart Hauptbahnhof beginnenden und endenden Züge. Die Anlage ist einziger Gegenstand des Planfeststellungsabschnitts 1.6b des Projekts Stuttgart 21. Beidseitig schließt sich der Planfeststellungsabschnitt 1.6a an. Das Planfeststellungsverfahren wurde aufgrund der grundlegend anderen Bauweise (Flächenbauweise) gegenüber dem Abschnitt 1.6a (Linienbauweise) abgetrennt.
In der aktualisierten Stuttgart-21-Kostenschätzung von Ende 2009 ist erstmals ein Baukostenanteil von 44,1 Millionen Euro für „regionale Abstell- und Behandlungsanlagen“ vorgesehen. Darüber hinaus gehende Kosten seien nach Bahnangaben separat zu finanzieren und auch zuvor nicht Bestandteil des Projekts Stuttgart 21 gewesen.
Das bestehende Bahnbetriebswerk am Rosensteinpark sollte, nach dem Planungsstand von 2016, 2019 teilweise und spätestens 2022 vollständig stillgelegt werden.

### Stellwerke
Über ein Elektronisches Stellwerk im Abstellbahnhof Untertürkheim sollte die Betriebszentrale Karlsruhe zukünftig den gesamten Betriebsbereich von Stuttgart 21 fernsteuern. Der Abstellbahnhof sollte mit ETCS Level 1 ausgerüstet werden.
Im Zuge des Projekts Digitaler Knoten Stuttgart soll der Abstellbahnhof nunmehr durchgehend mit ETCS Level 2 ohne Signale ausgerüstet und aus einem Digitalen Stellwerk gesteuert werden.  Dabei wurde 2018 kurzzeitig erwogen, einen Bedien- und Technikstandort am Abstellbahnhof zu errichten. Dieser Standort wurde zu Gunsten eines Standorts am Bahnhof Waiblingen verworfen. Der Bahnhof ist Teil des Stell- und RBC-Bereichs Untertürkheim. Die Blockteilung wurde optimiert, stößt unter anderem im Südkopf mit vielen nahtlos aufeinander folgenden Weichen an Grenzen.

## Geschichte

### Planung

#### Machbarkeitsstudie und Vorprojekt
Bereits die Anfang 1995 vorgelegte Machbarkeitsstudie für das Projekt Stuttgart 21 sah einen Wartungs- und Abstellbahnhof in Untertürkheim vor. Die Anlage sollte auf dem Gelände des etwa 1,7 km langen und 95 m breiten Rangierbahnhofs Untertürkheim entstehen; die Aufgaben des Rangierbahnhofs sollten dabei zuvor nach Kornwestheim verlagert werden. Vorgesehen waren hintereinander angeordnete Anlagen für Abstellung, Reinigung und technische Wartung von Personenzügen. Die Zugbildungsanlage sollte dabei bis zu 17 Gleise mit einer Nutzlänge von zumeist 420 m aufnehmen können. Nach diesen Plänen sollte der Bahnhof von Nordwesten zweigleisig über den Bahnhof Stuttgart-Bad Cannstatt an den Hauptbahnhof und an die neue Strecke zwischen Hauptbahnhof und Obertürkheim angebunden werden. Darüber hinaus war ein Anschluss der Strecke nach Kornwestheim vorgesehen. Auch sollte diese Strecke nördlich des Bahnhofs mit einer neuen Verbindungskurve mit der Strecke von und nach Waiblingen verbunden werden. Am westlichen Rand des Bahnhofs sollte die aus der Kurve Untertürkheim kommende Strecke eingleisig fortgeführt und in Richtung Waiblingen in die Verbindungskurve zwischen Rems- und Güterumgehungsbahn einmünden.
In der Anfang 1995 vorgelegten Machbarkeitsstudie wurden für den Wartungsbahnhof Kosten von 271 Millionen DM angesetzt (236 Mio. DM Baukosten zzgl. 15 % Planungskosten; Preisstand: 1993). Für die Modernisierung des bestehenden Abstellbahnhofs bei Erhalt des Hauptbahnhofs als Kopfbahnhof (so genannter Weiterführungsfall) wurden Kosten von 184 Millionen DM (160 Mio. DM zzgl. 15 % Planungskostenanteil) erwartet.
Die Pläne der Machbarkeitsstudie wurden im Zuge des Vorprojekts in ihrem Umfang reduziert und nur noch für den Regionalverkehr bemessen. Damit wurde der Flächen- und Investitionsbedarf reduziert. Im Zuge des Vorprojekts waren sämtliche Einsparmöglichkeiten im Hinblick auf das vorgesehene Betriebskonzept untersucht worden.
Nach dem Planungsstand von Frühjahr 1998 sollte mit dem Bau des Abstellbahnhofs 2003 begonnen werden.

#### Erstes Planfeststellungsverfahren
Die Deutsche Bahn beantragte das Planfeststellungsverfahren für den Abstellbahnhof im Jahr 2004. Die Offenlage der Pläne war 2007 im gleichen Jahr geplant.
Der Baubeginn sollte 2013, die Inbetriebnahme 2019 erfolgen.
Im September 2007 wurde eine Verschiebung des Anhörungsverfahrens auf 2008 bekannt. Im Zuge weiterer Planung sollten zunächst Lärmkonflikte zu vermeiden. Ende 2008 wurde nicht vor Ende 2009 mit dem Planfeststellungsbeschluss gerechnet. Ende Januar 2010 waren beim Eisenbahn-Bundesamt noch keine Pläne eingereicht worden.
Am 1. Juli 2010 wurde das Anhörungsverfahren beim Regierungspräsidium Stuttgart beantragt. Die Pläne wurden zwischen 19. Juli 2010 und 18. August 2010 öffentlich ausgelegt. Insgesamt wurden 700 Einwendungen erhoben. Der Antrag umfasste vier Ordner sowie eine artenschutzrechtliche Prüfung.
In einer Stellungnahme als Träger öffentlicher Belange übte die Stadt Stuttgart Kritik u. a. an der Verständlichkeit des Antrags, den aus ihrer Sicht unzureichenden Lärmschutzgutachten und unzureichenden Schutzmaßnahmen für Mauereidechsen.
Ende 2011 dauerte das Anhörungsverfahren an, ein Erörterungstermin war noch nicht absehbar.
Die eingereichten Pläne wurden 2010 zurückgezogen, um den Spurplan zu modifizieren. Laut einem Pressebericht seien die ersten eingereichten Pläne vom Eisenbahn-Bundesamt aufgrund zu geringer Gleisabstände zurückgewiesen worden. Darauf sei der Gleisabstand auf 5,25 m erhöht worden.
Die Planung sah Reinigungs- und Instandhaltungsanlagen (zwischen Arlbergstraße und dem Eszet-Steg) sowie eine Tankstelle vor. Dazu waren Anpassungen an Stadtbahn-Gleisen und Böschungen vorgesehen. Auf dem 135.000 m² großen Gelände sollten dazu alle alten Gleise entfernt, 8296 m neue Gleise verlegt, eine 128 m lange Waschanlage und eine 200 m Montagegrube erstellt werden. Dazu sollten 44.000 m³ Erdaushub abgetragen und 29.000 m³ vorhandener Schotter neu verteilt werden. Zusammen mit der Abstellung von Regionalzügen an den Endhaltestellen sollte die gegenüber bisherigen Abstellbahnhof (17,6 km) ungefähr halbierte Gleislänge ausreichen. Täglich sollten 180 Züge durch den Bahnhof fahren. Zaun- und Mauereidechsen sollten auf einen 200 m langen und bis zu 15 m breiten Streifen entlang der Gleise umgesiedelt werden, Fledermäuse sollten Kästen mit „Ersatzruhestätten“ erhalten. Lärmgrenzwerte im Betrieb würden um maximal zwei Dezibel überschritten, erwartete Überschreitungen durch akustische Warnungen vor Zugbewegungen sollten im Rahmen der Ausführungsplanung gelöst werden.
Die erhobenen Einwendungen waren nach Angaben der Deutschen Bahn Mitte 2012 in Bearbeitung. Notwendige Unterlagen für die anschließend vorgesehene Erörterung legte die DB bis Ende 2013 nicht vor.

#### Umplanungen
Im Oktober 2013 kündigte die Deutsche Bahn an, neue Unterlagen für das Planfeststellungsverfahren in diesem Abschnitt einzureichen. Zuvor solle noch geklärt werden, wie mit Mauereidechsen umgegangen werden soll. Ebenfalls solle ein neues Lärmschutzgutachten vorgelegt werden. Die Bauzeit soll im Zuge der Umplanung von sieben auf drei Jahre verkürzt werden. Als Grund für Planungsverzögerungen wurden von der Deutschen Bahn die Überarbeitung der Bestandskartierung Artenschutz, die daraus resultierende Überarbeitung der Landschaftspflegerischen Begleitplanung sowie eine „betriebliche Optimierung der Abstell- und Wartungsanlagen im Bereich Stuttgart“ genannt.
Die Pläne wurden laut Angaben der Deutschen Bahn am 17. Dezember 2014 neu eingereicht. Gegenüber den Plänen von 2009 sollten zwei Überwerfungsbauwerke in der Zuführung entfallen. Die Anbindung ist nunmehr über Weichen vorgesehen. Laut einem Pressebericht sollten damit zwischen 130 und 150 Millionen eingespart werden. Auch mit dem Verzicht auf die Überwerfungsbauwerke könne die gleiche Leistungsfähigkeit erreicht werden.
Im Zuge der Umplanung soll außerdem die Zahl der Innenreinigungsanlagen von zwei auf eine reduziert werden, auf eine Tankstelle sollte verzichtet werden. Neu in die Planung aufgenommen wurde eine Werkstatthalle. Die Abstelllänge soll von 7429 auf 8856 m verlängert werden. Erwogen werde eine zweite Innenreinigungsanlage und die Nutzung von alten Gleisanlagen in Stuttgart-Münster und -Obertürkheim zur Abstellung von Fernzügen. Die für die Zugabstellung nutzbare Gleislänge soll um 1,5 km auf 8856 m angehoben werden.
Das Planfeststellungsverfahren war Anfang März 2015 eingestellt. Überarbeitete Pläne sollten vorgelegt werden.
Der Baubeginn war im Juni 2014 für das 4. Quartal 2017 vorgesehen. Auch Anfang 2015 war der Baubeginn noch für 2017 vorgesehen. Die Bauzeit sollte drei Jahre betragen. Die Umplanung gefährde laut Angaben der Deutschen Bahn die Inbetriebnahme des Gesamtprojekts nicht (Stand: Dezember 2014). Projektkritiker sehen in der Neuplanung einen Offenbarungseid für die Deutsche Bahn.

#### Drittes Planfeststellungsverfahren
Anfang März 2016 kündigte die Deutsche Bahn an, im dritten Quartal 2016 einen neuen Planfeststellungsantrag einreichen zu wollen. Der Anhörungstermin sei vor den Sommerferien 2017 vorgesehen, die Planfeststellung werde für das zweite Quartal 2018 erwartet. In der neuen Planung sollen Gleise des Zugverkehrs um rund 100 m von der Augsburger Straße abgerückt und damit Lärm vermieden werden. Die Bauzeit sollte nunmehr nur noch zwei Jahre betragen, Lärmschutz, Bauablauf und Betriebskonzept verbessert werden. Ob weiterhin Abstellkapazitäten in Obertürkheim und Münster geschaffen werden sollten, war ebenso offen wie die Realisierung der einst geplanten Überwerfungsbauwerke. Auch ein Ersatzhabitat für die 5000 bis 6000 auf dem Gelände vermuteten Eidechsen war noch nicht gefunden.
Die neuen Pläne wurden am 29. November 2016 öffentlich vorgestellt. In Untertürkheim waren neben den Gleisanlagen (u. a. 7295 m Nutzgleislänge) auch Betriebsgebäude, Innen- und Außenreinigungsanlagen, eine Werkstatthalle und ein Elektronisches Stellwerk vorgesehen. Die Gütergleise sollten von der Augsburger Straße nach Süden abgerückt und an ein Überwerfungsbauwerk (Interregio-Kurve) angebunden werden. Durch die Verlegung von Gleisen von der Augsburger Straße in die Mitte der Anlage sollte deren Abstand zur Wohnbebauung um mehr als 100 Meter erhöht werden. Zur Abstellung von Zügen waren auch vier Gleise in Stuttgart-Münster und zwei in Obertürkheim vorgesehen. 5500 Eidechsen sollten in Trockenmauerweinberge nach Esslingen umgesiedelt werden.
Im November 2016 war die Einreichung der Planfeststellungsunterlagen für Anfang 2017 geplant. Das Anhörungsverfahren war für das 2. bis 4. Quartal 2017 vorgesehen, der Planfeststellungsbeschluss wurde im 1. Halbjahr 2018 erwartet.
Am 7. April 2017 wurde ein neuer Antrag auf Planfeststellung gestellt. Der Erörterungstermin fand am 15. und 16. Januar 2020 statt. Der Anhörungsbericht wurde mit Datum vom 18. Dezember 2020 vorgelegt. Der Planfeststellungsbeschluss erging im Dezember 2021. Es war das kürzeste Planfeststellungsverfahren im Projekt Stuttgart 21.
Die DB hatte bereits am 2. Dezember 2021 den Bau des Abstellbahnhofs an die „Bietergemeinschaft Eiffage“ vergeben. Eiffage war bereits zuvor mit anderen Baulosen im Projekt Stuttgart 21 beauftragt worden.
Zwei Klagen gegen den Planfeststellungsbeschluss wurden im Juli 2024 abgewiesen bzw. durch einen Vergleich erledigt.

#### Weitere Planänderungen
Im Juni 2025 bezeichnete die Deutsche Bahn die Anbindung des Bahnhofs Bad Cannstatt an den Abstellbahnhof Untertürkheim in der zweigleisigen planfestgestellten Form als „nicht baubar“ und sah Planrechtsverfahren zur Änderung der Planung erforderlich, die noch nicht eingeleitet waren.

### Deutschlandtakt
Ein im August 2021 veröffentlichter Entwurf für die Infrastrukturliste zum 3. Gutachterentwurfs des Deutschlandtakts enthält eine „Weichenverbindung für verbesserte Anbindung des Abstellbahnhofs“, die in Bad Cannstatt entstehen soll. Dafür sind, zum Preisstand von 2015, Kosten von elf Millionen Euro geplant.

### Bau
Der Baubeginn war Mitte 2014 für das 4. Quartal 2017 vorgesehen.
Nach der Umsiedlung von etwa 8600 Mauereidechsen wurde der Baubeginn im Juli 2022 bekanntgegeben.

## Artenschutz
Die Deutsche Bahn vermutet auf dem zukünftigen Baufeld bis zu 6500 unter Artenschutz stehende Eidechsen. Die ursprüngliche Population habe sich nach und nach mit aus Italien zugewanderten Tieren vermischt, die auf Güterzügen mitgekommen seien. Da nach den Vorgaben der Landesanstalt für Umwelt, Messungen und Naturschutz Baden-Württemberg nur einheimische Tiere umgesiedelt werden dürfen, soll über Genanalysen die einheimische (autochthone) Linie von den zugewanderten Tieren getrennt werden. Inwieweit diese Vorgaben rechtlich bindend sind, ist umstritten. Dem Eisenbahn-Bundesamt hat, als Genehmigungsbehörde, letztlich die Entscheidung über eine zulässige Lösung zu treffen.

## Diskurs
Kritiker bemängeln eine unzureichende Planung und Mängel im Planfeststellungsverfahren. Sie fürchten Lärmemissionen von bis zu 107 Dezibel sowie Beeinträchtigungen der Natur in einem stillgelegten Teil der Anlage, der sich zu einem Biotop entwickelt habe.
Im Rahmen der Projektalternativen Kopfbahnhof 21 war ab etwa 2009 ebenfalls eine Verlegung des Abstellbahnhofs vom Rosenstein nach Untertürkheim vorgesehen. Dazu sollten unter anderem eine neue Brücke über den Neckar und zwei zusätzliche Gleise im Neckartal entstehen.